# Piper oldbamii
Piper oldbamii är en pepparväxtart som beskrevs av C. Dc.. Piper oldbamii ingår i släktet Piper och familjen pepparväxter. Inga underarter finns listade i Catalogue of Life.